# Богомил
Богоми́л (болг. Богомил) — село в Хасковській області Болгарії. Входить до складу общини Харманли.

## Населення
За даними перепису населення 2011 року у селі проживали 13 осіб, усі — болгари.
Розподіл населення за віком у 2011 році:
Динаміка населення: